# یواس‌اس بوتس (ای‌کی-۹۹)
یواس‌اس بوتس (ای‌کی-۹۹) (به انگلیسی: USS Bootes (AK-99)) یک کشتی بود که طول آن ۴۴۱ فوت ۶ اینچ (۱۳۴٫۵۷ متر) بود. این کشتی در سال ۱۹۴۳ ساخته شد.